# E. M. Forster
Edward Morgan Forster, OM, CH, mais conhecido por E. M. Forster, (Londres, 1 de janeiro de 1879 – Coventry, 7 de junho de 1970) foi um romancista britânico.

## Biografia
Edward Morgan Forster cresceu no seio de uma família dominada pela figura feminina. O seu pai, arquitecto de profissão, morreu antes de Forster ter completado os dois anos de idade, sendo a educação do escritor britânico confiada à sua mãe e tias. Entre 1897 e 1901, Forster frequentou o King's College, em Cambridge, onde travou conhecimento com alguns dos membros que viriam posteriormente a formar o grupo artístico e literário Grupo de Bloomsbury.
Depois da licenciatura, viajou pela Itália e Grécia com a sua mãe — férias que lhe serviram como material de base para a produção da primeira parte do seu livro Um Quarto com Vista, de 1908 — e, quando regressa, inicia a escrita de uma série de ensaios e contos para o Independent Review. Em 1905 publica o seu primeiro romance, Where Angels Fear to Tread, seguindo-se-lhe The Longest Journey (1907), Um Quarto com Vista (1908) e Howards End (1910), entre outros. Passagem para a Índia, de 1924, foi o último livro que publicou em vida, considerado por muitos como a sua obra-prima.
Forster passou os restantes 46 anos da sua vida sem publicar romances — já que, para o autor britânico, escrevê-los não era o elemento mais importante da sua vida —, dedicando-se a outro tipo de actividades literárias, entre as quais a colaboração com diversos jornais e a escrita de vários ensaios. Em 1934 tornou-se no primeiro presidente do National Council for Civil Liberties e, após a morte da sua mãe, foi eleito membro honorário do King's College, onde viveu até ao fim dos seus dias.

## Obra
As suas obras mais conhecidas são A Room with a View (1908, Um Quarto com Vista), Howards End (1910, no Brasil traduzido como A Mansão) e A Passage to India, (1924, Passagem para a Índia) que veio a ser o seu último romance.
É autor ainda de Where Angels Fear to Thread (1905), The Longest Journey (1907), The Machine Stops, Maurice (1971) e Artic Summer, que deixou incompleto e que havia começado antes de Passagem para a Índia.
Publicou ainda três livros de contos: The Celestial Omnibus and Other Stories (1911), The Eternal Moment and Other Stories (1928), mais tarde reunidos num só volume, e postumamente The Life to Come and Other Stories. Dos 14 contos reunidos neste último, apenas dois foram publicados antes da sua morte, em 1970, pois tal como Maurice, escrito em 1914, a maior parte dos contos explorava temas homossexuais. O autor resumiu a sua situação na seguinte frase: Poderia ter sido um escritor mais famoso se tivesse escrito e publicado mais, mas o sexo não permitiu esta última.
Forster é também conhecido como um estudioso de teoria literária. Seu livro Aspects of a Novel — uma coletânea de conferências sobre o romance, na qual registrou sua célebre classificação das personagens em "esféricas" ou "planas" — é sua obra teórica mais conhecida.

## Forster e a teoria literária
Forster deu uma grande contribuição à teoria literária com seu livro Aspectos do Romance (Aspects of novel). Nesse trabalho, o teórico britânico apresenta um estudo das partes do romance, tais como o enredo, a história e as pessoas (personagens). É nesse livro que Forster realiza a célebre classificação das personagens de romance: as personagens planas e as  personagens redondas, ou esféricas.
A classificação das personagens criada por Forster influenciou vários estudiosos de literatura e continua influindo, uma vez que se apresenta como a classificação tipológica mais eficiente e completa.

## Principais obras de Forster

### Romances
- Where Angels Fear to Tread (1905)
- The Longest Journey  (1907)
- Um quarto com vista - no original A Room with a View (1908)
- Howards End (1910)
- A Passage to India (1924)
- Maurice (escrito em 1913–14, publicado postumamente em 1971)

### Contos
- The Celestial Omnibus (and other stories) (1911)
- The Eternal Moment and other stories (1928)
- Collected Short Stories (1947) uma combinação dos dois anteriores títulos, contendo:
  - "The Story of a Panic"
  - "The Other Side of the Hedge"
  - "The Celestial Omnibus"
  - "Other Kingdom"
  - "The Curate's Friend"
  - "The Road from Colonus"
  - "The Machine Stops"
  - "The Point of It"
  - "Mr Andrews"
  - "Co-ordination"
  - "The Story of the Siren"
  - "The Eternal Moment"
- The Life to Come and other stories (1972) (póstumo) contendo as seguintes histórias escritas entre aproximadamente 1903 e 1960:
  - "Ansell"
  - "Albergo Empedocle"
  - "The Purple Envelope"
  - "The Helping Hand"
  - "The Rock"
  - "The Life to Come"
  - "Dr Woolacott"
  - "Arthur Snatchfold"
  - "The Obelisk"
  - "What Does It Matter? A Morality"
  - "The Classical Annex"
  - "The Torque"
  - "The Other Boat"
  - "Three Courses and a Dessert: Being a New and Gastronomic Version of the Old Game of Consequences", no qual Forster escreveu The Second Course (The First Course foi escrito por Christopher Dilke, The Third Course por A. E. Coppard e The Dessert por James Laver)

### Peças de teatro e concursos
- Abinger Pageant (1934)
- England's Pleasant Land (1940)

### Guiões cinematográficos
- A Diary for Timothy (1945) (realizado por Humphrey Jennings, escrito por Michael Redgrave)

### Libretto
- Billy Budd (1951) (with Eric Crozier; based on Melville's novel, for the opera by Benjamin Britten)

### Colectânea de ensaios e emissões
- Abinger Harvest (1936)
- Two Cheers for Democracy (1951)
- The Prince's Tale and Other Uncollected Writings (1998)

### Crítica literária
- Aspects of the Novel (1927)
- The Feminine Note in Literature (póstumo) (2001)
- The Creator as Critic and Other Writings

### Biografia
- Goldsworthy Lowes Dickinson (1934)
- Marianne Thornton, A Domestic Biography (1956)

### Escrita de viagens
- Alexandria: A History and Guide (1922)
- Pharos and Pharillon (A Novelist's Sketchbook of Alexandria Through the Ages) (1923)
- The Hill of Devi (1953)

### Escrita miscelânea
- Selected Letters (1983–85)
- Commonplace Book (edição facsimile 1978; editado por Philip Gardner, 1985)
- Locked Diary (2007) (consta no King's College, Cambridge)
- Arctic Summer (um fragmento incompleto, escrito em 1912–13, publicado postumamente em 2003)

## Traduções
1. The Machine stops/A Máquina para, Celso Braida (trad.),  (n.t.) Revista Literária em Tradução, nº 2 (mar/2011), Fpolis/Brasil, ISSN 2177-5141